# HD 53705
HD 53705 è una stella nana gialla nella sequenza principale di magnitudine 5,54 situata nella costellazione della Poppa. Dista 53 anni luce dal sistema solare. Con HD 53706 forma un sistema binario, che pare a sua volta legato gravitazionalmente a un'altra binaria, HD53680. In definitiva, la stella fa parte di un sistema quadruplo.

## Osservazione
Si tratta di una stella situata nell'emisfero celeste australe. La sua posizione moderatamente australe fa sì che questa stella sia osservabile specialmente dall'emisfero sud, in cui si mostra alta nel cielo nella fascia temperata; dall'emisfero boreale la sua osservazione risulta invece più penalizzata, specialmente al di fuori della sua fascia tropicale. La sua magnitudine pari a 5,5 fa sì che possa essere scorta solo con un cielo sufficientemente libero dagli effetti dell'inquinamento luminoso.
Il periodo migliore per la sua osservazione nel cielo serale ricade nei mesi compresi fra dicembre e maggio; nell'emisfero sud è visibile anche all'inizio dell'inverno, grazie alla declinazione australe della stella, mentre nell'emisfero nord può essere osservata limitatamente durante i mesi della tarda estate boreale.

## Caratteristiche fisiche
La componente principale del sistema, HD 53705, è una nana gialla simile al Sole di classe G1.5V, di magnitudine apparente +5,28 e magnitudine assoluta di 4,49. La sua velocità radiale positiva indica che la stella si sta allontanando dal sistema solare.

## Sistema stellare
HD 53680 A e HD 53680 B sono due stelle di classe K (nane arancioni) che ruotano attorno al comune centro di massa in un periodo di 4,11 anni. HD 53705 e HD 53706, rispettivamente una nana gialla e una nana arancione,: Le due componenti sono separate da 21,1 secondi d'arco tra loro, che alla distanza alla quale si trovano si traducono in circa 480 UA, mentre dalla coppia che forma HD 53680 dista circa 4390 UA, in quanto la separazione visuale è di 185".